# Біберштейн (герб)
Біберштейн (Біберштайн, пол. Biberstein, Bibersztein, Bibersztajn, Bibersztyn, Bieberstein, Momot, Wiberszten, нім. Biberstein) — шляхетський герб німецького походження.

## Історія
Бартош Папроцький в Гнізді чесноти подає, що цей герб відомий в Польщі вже з 1094 року як герб Фридерика Біберштейна, який за правління князя Владислава I Германа спричинився до багатьох звитяг й був неодноразово нагороджений ним. Інші джерела свідчать, що в 1310 році Ян Біберштейн, будучи на службі у князя Генрика III Глоговського, започаткував цей герб на польських землях. Рід Біберштейнів прибув до Польщі з Сілезії, куди їх предки прибули з Майсенської марки, а перед тим, в свою чергу, прибули зі Швейцарії. В Німеччині це прізвище також часто згодується.
Вперше згадуються в писемних джерелах в 1432 році.
Відомі печатки польські: 1223 — Миколай Генрикович Борус, солтис прендоцинський, 1259 — Гунтер Біберштайн, 1334 — Сонд, каштелян сандомирський (печатка родини Момотів), 1492 — Ян з Шебні.

## Опис
У золотому полі червоний ріг оленя з п'ятьма (чотирма — в родині Момот) відгалуженнями ліворуч, у клейноді такий же ріг. Намет золотий, підбитий червоним.

## Роди
Бики (Byk), Бери (Behr), Біберштейни (Biberstein), Блауроки (Blaurok), Блонські (Błoński), Боїшевські (Boiszewski), Боїшовські (Boiszowski), Боруси (Borus), Бочовські (Boczowski), Бялковські (Białkowski), Войцеховські (Wojciechowski), Воловичі (Wołowicz), Гашинські (Gaszyński), Германи (Herman), Гіртемберґи (Hirtemberg), Гняздовські (Gniazdowski), Ґурські (Górski), Жарновські (Żarnowski), Завадські (Zawadzki), Загорські (Zagorski), Закшевські (Закревські, Закржевські) (Zakrzewski), Казимирські (Kazimirski), Казімєрські (Kazimierski), Кацимирські (Кацімерські) (Kacimierski), Кельнерські (Kielnerski), Козимирські (Kozimirski), Коляновські (Kolanowski), Ландовські (Ляндовські) (Landowski), Левицькі (Lewicki), Марчевські (Marczewski), Марщевські (Marszczewski), Мацейовичі (Maciejowicz), Миколайовські (Mikołajowski), Мокрановські (Mokranowski), Момоти (Momot, Momoth), Немітци (Nemitz), Одроцлеви (Odroclew, Odrocleff), Одрвольфи (Odrwolff), Пенцлавські (Pęcławski), Перожеки (Pierożek), Пільховські (Pilchowski), Подленські (Podłęski), Поренби (Porenby, Poręby), Пшибиславські (Przybysławski), Радвілловичі (Radwiłłowicz), Радвіловичі (Radwiłowicz), Радзейовські (Radziejowski), Радзішевські (Radziszewski), Ридальські (Rydalski), Ридолевські (Rydolewski), Рідолевські (Ridolewski), Рупновські (Rupnowski), Себєнські (Sebieński), Себонські (eboński), Скотницькі (Skotnicki), Собєнські (Sobieński), Старовєйські (Starowiejski, Starowieyski), Сташковські (Staszkowski), Тарновські (Tarnowski), Тури (Tur), Шебєнські (Szebieński), Шилейки (Szyłejko), Шилінги (Schiling, Szyling), Штенґельмеєри (Stengelmeer), Язвецькі (Jaźwiecki), Язвинські (Jaźwiński).